# Telmatoscopus campanellus
Telmatoscopus campanellus és una espècie d'insecte dípter pertanyent a la família dels psicòdids.

## Descripció
- Mascle: sutura interocular en forma de "V" invertida; front amb una àrea trapezoïdal pilosa i una projecció estreta i irregular que s'estén fins a la sutura interocular; palps amb el primer segment la meitat de llarg que el segon; tòrax sense patagi; ales amb les membranes clares, agudes apicalment i de 2,05-2,07 mm de longitud i 0,85-0,87 d'amplada; edeagus en forma de raqueta i amb la base curta.
- La femella no ha estat encara descrita.
- La nervadura alar, les ampliacions nodulars de les venes i els òrgans genitals del mascle distingeixen aquesta espècie de les altres del mateix gènere a les illes Filipines.[3]

## Distribució geogràfica
Es troba a les illes Filipines: Negros.